# Ван Дер Линден, Марк
Марк Ангеле Ван Дер Линден (нидерл. Marc Angèle Van Der Linden, также возможен вариант написания Вандерлинден (Vanderlinden); род. 4 февраля 1964 года, Мерксем, Бельгия) — бельгийский футболист, нападающий, известный по выступлениям за «Антверпен», «Андерлехт» и сборной Бельгии. Участник чемпионата мира 1990 года.

## Клубная карьера
Ван дер Линден начал карьеру в клубе «Антверпен». В дебютном сезоне он забил 16 голов и стал лучшим бомбардиром команды. За восемь лет Марк забил 85 голов, став одним из лучших снайперов клуба за всю историю. В 1989 году он перешёл в «Андерлехт». В атаке ван дер Линден выступал с Марком Дегризом, Люком Нилисом и Луисом Оливейрой. В первом сезоне он был основным нападающим, а затем потерял место в основе. В 1991 году Марк выиграл Жюпиле лигу, после чего перешёл в «Гент», где выступал на протяжении трёх сезонов.
В 1994 году ван дер Линден переехал в Израиль. Он два года выступал за «Хапоэль Ришон-ле-Цион» и «Маккаби» из Герцлии. В 1995 году Марк вернулся на родину и два года играл за клуб второго дивизиона «Беерсхот». В 1997 году он завершил карьеру.

## Международная карьера
31 мая 1983 года в товарищеском матче против сборной Франции ван дер Линден дебютировал за сборную Бельгии. 19 января 1988 года в поединке против сборной Израиля Марк забил свой первый гол за сборную. 1 июня 1989 года в матче отборочного турнира чемпионата мира 1990 года против сборной Люксембурга ван дер Линден сделал покер. В 1990 году он был включён в заявку национальной команды на участие в Чемпионате мира в Италии. На турнире он сыграл в матчах против сборных Испании и Южной Кореи.

### Голы за сборную Бельгии
| #   | Дата            | Место                | Противник  | Счёт | Результат | Соревнование                           |
| --- | --------------- | -------------------- | ---------- | ---- | --------- | -------------------------------------- |
| 01. | 19 января 1988  | Тель-Авив, Израиль   | Израиль    | 0:2  | 2:3       | Товарищеский матч                      |
| 02. | 15 февраля 1989 | Лиссабон, Португалия | Португалия | 1:1  | 1:1       | Чемпионата мира 1990 отборочный турнир |
| 03. | 27 мая 1989     | Брюссель, Бельгия    | Югославия  | 1:0  | 1:0       | Товарищеский матч                      |
| 04. | 1 июня 1989     | Лилль, Франция       | Люксембург | 0:1  | 0:5       | Чемпионата мира 1990 отборочный турнир |
| 05. | 1 июня 1989     | Лилль, Франция       | Люксембург | 0:2  | 0:5       | Чемпионата мира 1990 отборочный турнир |
| 06. | 1 июня 1989     | Лилль, Франция       | Люксембург | 0:3  | 0:5       | Чемпионата мира 1990 отборочный турнир |
| 07. | 1 июня 1989     | Лилль, Франция       | Люксембург | 0:5  | 0:5       | Чемпионата мира 1990 отборочный турнир |
| 08. | 6 сентября 1989 | Брюссель, Бельгия    | Португалия | 2:0  | 3:0       | Чемпионата мира 1990 отборочный турнир |
| 09. | 6 сентября 1989 | Брюссель, Бельгия    | Португалия | 3:0  | 3:0       | Чемпионата мира 1990 отборочный турнир |

## Достижения
Командные
 «Андерлехт»
- Чемпионат Бельгии по футболу — 1991